# پیسک (ناحیه هرادتس کرالووه)
پیسک (به چکی: Písek) یک منطقهٔ مسکونی در جمهوری چک است که در ناحیه هرادتس کرالووه واقع شده‌است. پیسک ۴٫۳۴ کیلومتر مربع مساحت و ۲۳۴ نفر جمعیت دارد و ۲۱۷ متر بالاتر از سطح دریا واقع شده‌است.